# Этнические группы Анголы

Этнические группы Анголы

Этнические группы Анголы (народы Анголы) — за исключением проживающих в Анголе португальцев, мулатов и бушменов — относятся к подгруппе бенуэ-конго большой языковой группы нигер-конго.
Наиболее крупными в этой стране являются три народности: конго, амбунду и овимбунду. Каждая из них проживает компактными группами в различных районах Анголы. Так, представители народа конго (около 13 % населения) живут на севере страны, также в ангольском анклаве Кабинда, отделённом от основной территории устьем реки Конго, входящем в состав ДРК. Основная этническая территория народности конго, кроме Анголы, лежит также в Народной Республике Конго и в Демократической Республике Конго. Конго делятся на несколько племенных групп — это сосо, солонго, йембе, яка. На северо-востоке Анголы разрозненными группами расселены бантуязычные пигмеи ква. Амбунду (25 % населения) населяют территории, лежащие к югу от земель конго, по течению реки Кванза. Амбунду преимущественно являются и жителями столицы Анголы — Луанды. Ещё южнее, в центральной, возвышенной части страны, проживают овимбунду. Овимбунду — наиболее многочисленный из этносов, населяющих Анголу (37 % от общего числа жителей страны). Все эти три народа составляют примерно 72-75 % от общего населения Анголы.
В восточной части Анголы, близ границы с Замбией и ДРК, расселены родственные народы чокве, лунда, луэна и мбуэла. Однако основной массив этих народностей проживает в ДРК и Замбии. На востоке страны живут и народы группы нгангуэла — собственно нгангуэла, лучази и луимби. Как и у предыдущих, основная территория их расселения лежит в Замбии.
В южной и юго-западной части Анголы, а также вдоль границы с Намибией, проживают народы гереро, амбо (ндонга), ньянека и родственные им хумбе. Также вдоль намибийской границы кочуют различные племена бушменов — квепе, кунг, квиси.
К моменту обретения Анголой независимости в этой стране проживало до 500 тысяч европейцев (преимущественно это были португальцы). В настоящее время их численность сократилась более чем в 30 раз. Свыше половины из них обитает в столице, Луанде. Значительную группу населения составляют также мулаты, обособившиеся в отдельную этнографическую группу.
Более половины населения Анголы владеет португальским языком. Наиболее распространены среди африканцев также местные языки: умбунду (язык овимбунду), киконго (язык конго) и кимбунду (язык амбунду).
В религиозном отношении большинство жителей страны — христиане, при этом 3/4 из них — католики. Христианами являются португальцы и мулаты, а также большая часть овимбунду, амбунду, конго и лунда. Около 45 % населения придерживаются традиционных анимистических африканских культов — в основном это народы восточной и южной Анголы. 2 % жителей являются приверженцами синкретических христианско-африканских сект.